# 雙線突頜脂鯉
雙線突頜脂鯉，為輻鰭魚綱脂鯉目脂鯉亞目脂鯉科的其中一個種。分布於南美洲亞馬遜河中游流域，體長可達4.8公分，棲息在森林覆蓋且靜止的水域，生活習性不明。